# Fred Wilson
Fred Wilson é um norte-americano Capitalista de risco e blogueiro. Formado em Engenharia Mecânica pelo Instituto de Tecnologia de Massachusetts. Co-fundador da Union Square Ventures, uma empresa de capital de risco com sede em Nova Iorque, com investimentos em empresas da Web 2.0, como o Twitter, Facebook, Foursquare, Tumblr e Kickstarter. Wilson é considerado um dos maiores investidores em tecnologia do planeta.

## Vida Pessoal
Wilson é casado com Joanne Wilson, também uma capitalista de risco, esta focada em startups fundadas por mulheres[Shontell. 2012]. O casal possui três filhos e vive em Nova Iorque.

## Investimentos
Como investidor visionário, um dos mais conhecidos e respeitados em Nova Iorque, Fred Wilson acredita que uma das principais tendências para o futuro são as moedas digitais como a Bitcoin. Ele acredita que companhias como Paypal, Visa ou Mastercard não vão conseguir controlar o fluxo de moedas digitais [Street Journal. 2013].
Ele também acredita que a Apple, por não investir em conteúdo na nuvem e se limitar mais a hardware, não estará entre as melhores companhias de tecnologia do mundo nos próximos 6 anos. Segundo Wilson, as três melhores empresas do ramo serão, em 2020: Google, Facebook e uma que ainda não ouvimos falar, mas que deverá estar em seu portfólio de investimentos [Faria. 2014].
Quando a startup Airbnb se iniciava, apresentou o modelo de negócio para possíveis investidores anjos e para fundos de capitais de risco. Um dos investidores convidados foi Wilson. Paul Graham foi responsável por intermediar o encontro entre Fred Wilson e Brian Chesky, Nathan Blecharcyk e Joe Gebbia (os fundadores do Airbnb), mas Wilson não acreditou no sucesso da ideia e provavelmente hoje se arrepende [Graham. 2011].